# نکسوس ۷ (۲۰۱۲)
نکسوس ۷ (۲۰۱۲) (به انگلیسی: Nexus 7 (2012 version)) تبلتی است که توسط گوگل طراحی و توسعه یافته و قطعات آن توسط ایسوس به یکدیگر متصل شده‌است. این دومین تبلت از سری گوگل نکسوس ( بعد از نکسوس ۱۰ ) می‌باشد. این تبلت دارای سیستم‌عامل اندروید بوده و به دلیل قرار گرفتن در خانوادهٔ نکسوس ها، همیشه جز اولین گجت‌هایی است که آخرین آپدیت اندروید را دریافت می‌کند. 

## ویژگی‌های متمایزکننده
- قیمت

یکی از ویژگی‌های ممتاز نکسوس سون، قیمت ۲۰۰ دلاری آن است که موجب فروش بسیار بالای آن (در مقایسه با دیگر تبلت‌های ایسوز و رقبای آن مثل آیپد مینی و کیندل) شده‌است. 
- اندروید خالص

وجود اندروید خالص سبب شده تا تجربهٔ متفاوتی از اندروید برای نکسوس سون رقم خورد. نبود رابط‌های کاربری شرکتی ( مانند تاچ ویز سامسونگ و سنس اچ تی سی)، نبود بوت لودر اختصاصی و نبود نرم‌افزارهای شرکتی اجباری که همگی منجر به بالا رفتن بسیار زیاد سرعت نکسوس سون می‌شوند.

## بروزرسانی
دستگاه‌های سری نکسوس گوگل، همواره اولین گجت‌هایی هستند که به آخرین نسخهٔ اندروید مجهز می‌شوند. نکسوس سون نیز از این قاعده مستثنی نبوده و با وجود دارا بودن نسخهٔ ۴.۱ به صورت پیش فرض، به محض اتصال به اینترنت و دریافت نسخهٔ جدید به آخرین ویرایش (هم اکنون ۴.۴.۴) بروزرسانی می‌شود. 